# Wspólnota administracyjna Saale-Rennsteig
Wspólnota administracyjna Saale-Rennsteig (niem. Verwaltungsgemeinschaft Saale-Rennsteig) – dawna wspólnota administracyjna w Niemczech, w kraju związkowym Turyngia, w powiecie Saale-Orla. Siedziba wspólnoty znajdowała się w miejscowości Blankenstein. Powstała 18 czerwca 1994.
Wspólnota administracyjna zrzeszała siedem gmin wiejskich (Gemeinde): 
1. Birkenhügel
2. Blankenberg
3. Blankenstein
4. Harra
5. Neundorf
6. Pottiga
7. Schlegel

1 stycznia 2019 wspólnota została rozwiązana, a jej gminy po połączeniu utworzyły nową gminą Rosenthal am Rennsteig.